# Exposition internationale de Port-au-Prince
Die Exposition internationale de Port-au-Prince 1949 war eine vom Bureau International des Expositions (BIE) anerkannte Weltausstellung. Sie fand vom 1. Dezember 1949 bis zum 8. Juni 1950 in Port-au-Prince in Haiti statt.

## Geschichte
Die Weltausstellung von 1949 war zugleich die 200-Jahr-Feier der haitianischen Hauptstadt Port-au-Prince. Sie wurde auf Wunsch des Präsidenten Dumarsais Estimé mit den Zielen organisiert, Port-au-Prince als visionäre und moderne Stadt vorzustellen, die internationalen Beziehungen des Landes zu intensivieren, den Tourismus zu fördern und die Kultur Haitis zu präsentieren.
Im März 1948 begannen die Arbeiten für den Aufbau der Cité de l’Exposition, dem Ausstellungsgelände mit den Ausstellungsgebäuden. Der Zeitrahmen für die Durchführung der Bauarbeiten war mit etwas mehr als einem Jahr eng gefasst. Die Baukosten waren ursprünglich mit 4 Millionen Dollar veranschlagt worden; bei einem Staatsbudget Haitis von insgesamt 13,4 Millionen Dollar.
Zu den Attraktionen in der palmengesäumten Bucht des Ausstellungsgeländes gehörten ein Riesenrad, ein Aquarium, ein Kino, Hahnenkämpfe und folkloristische Darbietungen im Théâtre de Verdure. Es wurden zahlreiche international bekannte Künstler für Auftritte eingeladen, darunter Miles Davis, Dizzy Gillespie, Sänger der Mailänder Scala, Musiker der Grand National Opera New York, die kubanische Salsasängerin Celia Cruz, der puerto-ricanische Sänger Daniel Santos, der haitianische Komponist Frantz Casseus und der kubanische Komponist Bebo Valdés.
An der Weltausstellung vertreten waren die USA, Frankreich, Italien, Belgien, Spanien, San Marino, Libanon, Syrien, Palästina, Kanada, Venezuela, Mexiko, Argentinien, Guatemala, Chile, Puerto Rico, Kuba, Jamaika und der Vatikan, der eine Kapelle aufbaute. Ebenfalls vertreten waren die UNO und die Organisation Amerikanischer Staaten.

## Politische Konsequenzen
Das ursprünglich geplante Budget von 4 Millionen Dollar für die Ausstellung wurde mit 26 Millionen Dollar Gesamtkosten massiv überschritten, wobei 10 Millionen Dollar an Ausgaben nicht belegt werden konnten. Dieser Skandal führte in Haiti zu heftiger Kritik an der Regierung. Im Mai 1950 erfolgte ein Militärputsch gegen Estimés Regierung. Daraufhin wurde Paul Eugène Magloire im Oktober 1950 zum Präsidenten gewählt. Während seiner Regierungszeit wurde Haiti zu einem bevorzugten Reiseziel von Touristen aus den USA und Europa.

## Nachnutzung
Die Gebäude wurden nach der Ausstellung zu einem festen Bestandteil der Architektur von Port-au-Prince, insbesondere der präsidentielle Pavillon, der Pavillon der Post, das Touristenbüro, der Fontaine Lumineuse und das Théâtre de Verdure als Bühne für zahlreiche folkloristische und musikalische Aufführungen.
Das ehemalige Ausstellungsgelände und die palmengesäumte Promenade sind heute vernachlässigt und in Folge von Naturkatastrophen größtenteils heruntergekommen.